# أونسيو (آن)
أونسيو (بالفرنسية: Oncieu)‏ هي بلدية فرنسية تقع في إقليم الآن في فرنسا. رمز إنسي لها هو:1279. أما الرمز البريدي لها فهو: 1230.